# Scout Motors
Scout Motors Inc. — американська автомобільна компанія. Вона належить німецькому виробнику Volkswagen Group, який отримав бренд Scout після придбання американського виробника вантажівок Navistar International у 2021 році.
Компанія Scout Motors була заснована в травні 2022 року для виробництва позашляхових електромобілів.  Це повністю американська компанія, яка діє як незалежна компанія, яка управляється окремо від Volkswagen і має власну команду керівників.  Штаб-квартира розташована в Тайсонсі, штат Вірджинія.

## Історія
Марка Scout названа на честь позашляховика International Scout, який випускався з 1961 по 1980 рік. Volkswagen володіє торговою маркою Scout з 2020 року через свою американську дочірню компанію Navistar International.
11 травня 2022 року Volkswagen AG оголосив про створення нового бренду Scout, присвяченого електромобілям, розроблених, виготовлених та які будуть продаватися в Сполучених Штатах.  Скотт Кео, генеральний директор Volkswagen USA, став першим генеральним директором Scout Motors.

## Розташування

### Фабрика
3 березня 2023 року Scout Motors оголосила про плани побудувати завод вартістю 2 мільярди доларів, здатний виробляти 200 000 електромобілів на рік у Блайтвуді, Південна Кароліна. На заводі працюватимуть до 4000 людей, і він вироблятиме перші два транспортні засоби Scout Motors: невеликий позашляховик, орієнтований на бездоріжжя, і пікап, які заплановано на кінець 2026 року.

### R&D
У грудні 2023 року компанія Scout Motors оголосила, що відкриє свій перший дослідно-конструкторський центр десь у 2024 році. Місцем розташування нового підприємства компанія Scout вибрала Новай, штат Мічиган. Scout Motors зазначила, що планує найняти приблизно 200 людей після того, як науково-дослідний центр почне працювати.